# Chedraui
Grupo Comercial Chedraui, S.A.B. de C.V., comúnmente conocido solamente como Chedraui, es una empresa mexicana de supermercados que se dedica al comercio minorista, fundada en 1920 bajo el nombre de El Puerto de Beyrout. Tuvo su inicio de operaciones como supermercado en 1970 en Xalapa, Veracruz. La mayoría de sus tiendas se ubican en México, además de algunas tiendas ubicadas en el sur de los Estados Unidos bajo el nombre de El Súper, cuenta con 8 estilos de tienda al interior de la República Mexicana.

## Historia
El nombre del grupo proviene del apellido de su fundador, el señor Lázaro Chedraui Chaya, emigrante libanés, que junto con su esposa Ana Caram de Chedraui fundaron en 1920 una mercería en Xalapa. Originalmente al negocio le llamaron El Puerto de Beyrout, mostrando claramente su procedencia, pero para 1927 se adoptaría el nombre de Casa Chedraui, con el lema: La Única de Confianza.
La primera expansión de los negocios familiares la inicia el hijo de ambos, Antonio Chedraui Caram: Reorganiza en 1961 la tienda familiar en Almacenes Chedraui, nombre que se conserva todavía en dos sucursales del grupo, la original de Xalapa y otra en Villahermosa. Ingresa al negocio de los autoservicios en 1970 con la apertura en Xalapa del Super Chedraui y de otras tiendas en Veracruz (1976), Villahermosa (1980) y Coatzacoalcos (1981). Incursiona en el ramo de tiendas departamentales con Comercial Las Galas, S.A. de C.V. en Villahermosa (julio de 1983) y Xalapa (noviembre de 1983). Otras ciudades en las que se inauguraron estas tiendas fueron Córdoba, Coatzacoalcos, Poza Rica, Puebla y Tuxtla Gutiérrez. Un octavo almacén de Las Galas se encontraba en el centro comercial Interlomas de la Ciudad de México.
Chedraui Caram también se adentra en el mundo inmobiliario con la construcción y posterior administración del Centro Comercial Plaza Crystal en la capital veracruzana. Esta primera expansión se realizó a través de la fundación de diversas empresas que funcionaban en forma independiente, así que en 1985 creó Tiendas Chedraui, S.A. de C.V., razón social que desde el 1 de agosto de ese mismo año fusionó la administración de todas las tiendas del grupo, y el 23 de abril de 1987 se crea una empresa controladora: Grupo Comercial Chedraui, S.A. de C.V.
En los últimos años del siglo XX, se redefinió el camino del grupo: las tiendas de autoservicio y los complejos inmobiliarios. Por lo que en el año 1997, son vendidas a El Puerto de Liverpool las tiendas departamentales de Las Galas (quienes la convirtieron al formato Fábricas de Francia), y en el 2000 se venden las tiendas de conveniencia de telas creadas apenas cuatro años antes. 
La segunda expansión del grupo se da mediante la adquisición de la cadena de autoservicio Carrefour en México, en marzo de 2005 en una operación cercana a los 550 millones de dólares, con lo que incorpora 29 sucursales y la convierten de una empresa regional del Golfo a una empresa nacional, con una fuerte presencia en la Ciudad de México y otros estados en donde Chedraui incursiona por primera vez en el mercado,iniciándose una fuerte competencia contra Walmart de México, Controladora Comercial Mexicana y Gigante (tiendas que desde 2008 las renta Soriana a Grupo Gigante). Refuerzan esta expansión la apertura de las nuevas tiendas de autoservicio en formato Super Che. En 2010, se lanza un nuevo formato bajo el nombre de Súper Chedraui, ubicado en Plaza Mexipuerto, en Ciudad Azteca, Ecatepec, Estado de México, formato más pequeño que Chedraui. 
A finales de 2007, Chedraui se lleva un duro golpe cuando la cadena de autoservicios Soriana, proveniente del norte del país, la cual ya tenía una fuerte presencia en el noroeste y occidente, adquiere la operación de las tiendas Gigante, de Grupo Gigante, y se coloca en segundo lugar a nivel nacional en el ramo, cambiando la relación de fuerzas en este sector comercial, específicamente en la Ciudad de México, donde no tenía presencia alguna.
El 30 de abril de 2010, la cadena, bajo la razón social de Grupo Comercial Chedraui, S.A.B. de C.V. comienza a cotizar por primera vez en la Bolsa Mexicana de Valores, bajo el nombre de pizarra CHEDRAUI, mediante una oferta pública primaria de la Serie "B" con un precio inicial de 35.95 pesos por acción de casi mil millones de títulos colocados. En 2011 se crea el nuevo concepto premium llamado Selecto Chedraui en la zona de Interlomas, en la Ciudad de México.
La presidencia del Grupo Comercial Chedraui recae en Antonio y Alfredo Chedraui Obeso, y la dirección general en José Antonio Chedraui Eguía. Su director de administración y finanzas es Humberto Tafolla.
Durante principios de 2017 se crea el nuevo formato de minisupermercados llamado Supercito, compitiendo con pequeñas cadenas minoristas como Oxxo principalmente.
Posteriormente, en 2018, Grupo Comercial Chedraui adquiere las 65 unidades de la marca Fiesta, posteriormente a esto, en 2021 compra a la cadena de supermercados estadounidense Smart & Final, por una cantidad de 620 millones de dólares,dicha cifra con la que sumó 250 tiendas en Estados Unidos.
Chedraui cuenta actualmente con 336 sucursales en México, en 25 estados de la república mexicana, en los Estados Unidos y específicamente en los estados de California, Nevada, Arizona, Nuevo México y Texas, opera una red de 125 supermercados bajo la marca El Súper.
Participa con organismos de labor social para empleados y para Xalapa, Veracruz y Villahermosa.
El 14 de diciembre de 2022, Grupo Chedraui anuncia la compra de 36 tiendas de la cadena minorista local Arteli, así como un centro de distribución junto con una planta procesadora de alimentos como pan, tortillas y carne.

## Formatos[21]

### Tiendas Chedraui
Es un formato de tiendas enfocadas a consumidores ubicados en ciudades de más de 100,000 habitantes las cuales tienen una superficie de entre 8,500 y 11,000 metros cuadrados. Operan bajo el esquema de ventas al menudeo. Manejan un amplio surtido de mercancías con 50,000 SKU's de las divisiones de ropa, mercancías generales, abarrotes y alimentos perecederos. Cuentan con una galería comercial formada por 40 o 50 pequeños locales que la Compañía renta a terceros, quienes comercializan productos y servicios al consumidor. Compite con Walmart, de Walmart de México; Soriana Híper y Mega Soriana, de Tiendas Soriana; Fiesta Europea, de Casa Ley; y las cadenas regionales H-E-B de México, Calimax, Alsuper y S-Mart.

### Tiendas CHESUMA; el fracaso de Chedraui
Tiendas CHESUMA fue un formato de venta al mayoreo de 4000 a 5500 metros cuadrados. Estaba enfocado a ciudades de 50 a 150 mil habitantes, en las cuales no era posible instalar un club de precios de 8500 m². Su finalidad era aprovechar los negocios de dichos municipios ahorrándoles tiempo en trasladarse a las grandes ciudades a surtir su negocio; aunque las sucursales inauguradas por la cadena no fueron del todo aceptadas por los comerciantes debido a lo obsoleto de sus unidades, precios algo altos a pesar de manejar un cierto porcentaje de descuento de acuerdo al volumen de la compra y un par de años después de haber iniciado operaciones simplemente cerraron. Su único rival era Súper Ley Mayoreo propiedad de Casa Ley, ya que el resto de su competencia solo trabaja los clubes que no están enfocados a este nicho de mercado al cual están enfocados.

### Tiendas Piloto
Chedraui opera actualmente 8 tiendas piloto, un formato de autoservicio tipo bodega de 4500 a 5500 metros de piso de ventas y por el momento están instaladas en colonias populares y de alta densidad, con el fin de estudiar la posibilidad de lanzar un nuevo formato de menores costos y que le permita adentrarse en zonas en las que hasta ahora no tiene presencia. Hasta el momento, todavía no se ha dado luz verde a este nuevo tipo de formatos de tienda, pues aún se siguen haciendo ajustes y se suponía que sería hasta finales de 2015 cuando se tomaría la decisión sobre mantener o no este tipo de formato de tienda más pequeña y austera. 
Dicho formato intentará competir con Soriana Mercado de Tiendas Soriana; Bodega Aurrera, de Walmart de México; y Mi Tienda del Ahorro, formato de H-E-B de México.

### Súper Chedraui
Es un formato de tiendas enfocadas a ciudades con menos de 50,000 habitantes y áreas populares en las grandes ciudades donde no es posible ubicar un hipermercado. Manejan los productos de mayor rotación en los hipermercados de las divisiones de abarrotes, perecederos, y una selección de productos de ropa y mercancías generales. Son tiendas con decoración modesta, con un buen nivel de confort. Tienen una superficie de piso de venta entre 4,500 y 5,000 metros cuadrados. Sus competidores son Bodega Aurrera de Walmart de México, Soriana Mercado, de Organización Soriana y Súper Ley, de Casa Ley.

### Selecto Chedraui y Súper Selecto Chedraui
Son los formatos prémium de la cadena, creados desde 2011, surgió debido a la alta demanda de diferentes zonas convirtiendo algunas sucursales de Chedraui en formato Selecto Chedraui. Están enfocados hacia un público objetivo exigente y con alto poder adquisitivo, en zonas de nivel socioeconómico medio-alto.Además de manejar productos de sus otros formatos, cuentan con áreas de alimentos gourmet, cava de vinos, productos de importación, selección de especies marinas vivas en estanque y cafetería de lujo. Para Selecto Chedraui, sus competidores en el rubro son: Soriana Híper Premium (un modelo de lujo oficial de Organización Soriana) y LaComer de Grupo LaComer; en su modelo de Súper Selecto Chedraui, compite por clientes con Soriana Súper de Organización Soriana; Fresko LaComer de Grupo La Comer; Walmart Express (anteriormente conocida como Superama) de Walmart de México; y los formatos Súper Ley Express Fresh, de Casa Ley.

### Súpercito Chedraui
Un formato dedicado a comercializar mercancía de la canasta básica, abarrotes y artículos perecederos principalmente. Cada sucursal en dicho formato cuenta con una superficie de aproximadamente 2,000 metros cuadrados o menor. Sus competidores son: Soriana Express, de Organización Soriana; Bodega Aurrera Express, de Walmart de México;  y otras tiendas locales independientes.

### Almacenes Chedraui
Es la primera tienda creada del grupo que aún se conserva en la actualidad, y se ubica en Xalapa, Veracruz. Su comercialización en un principio se basaba en telas y ropa, ahora también manejan productos de sus otros formatos en su actualidad.

### El Súper

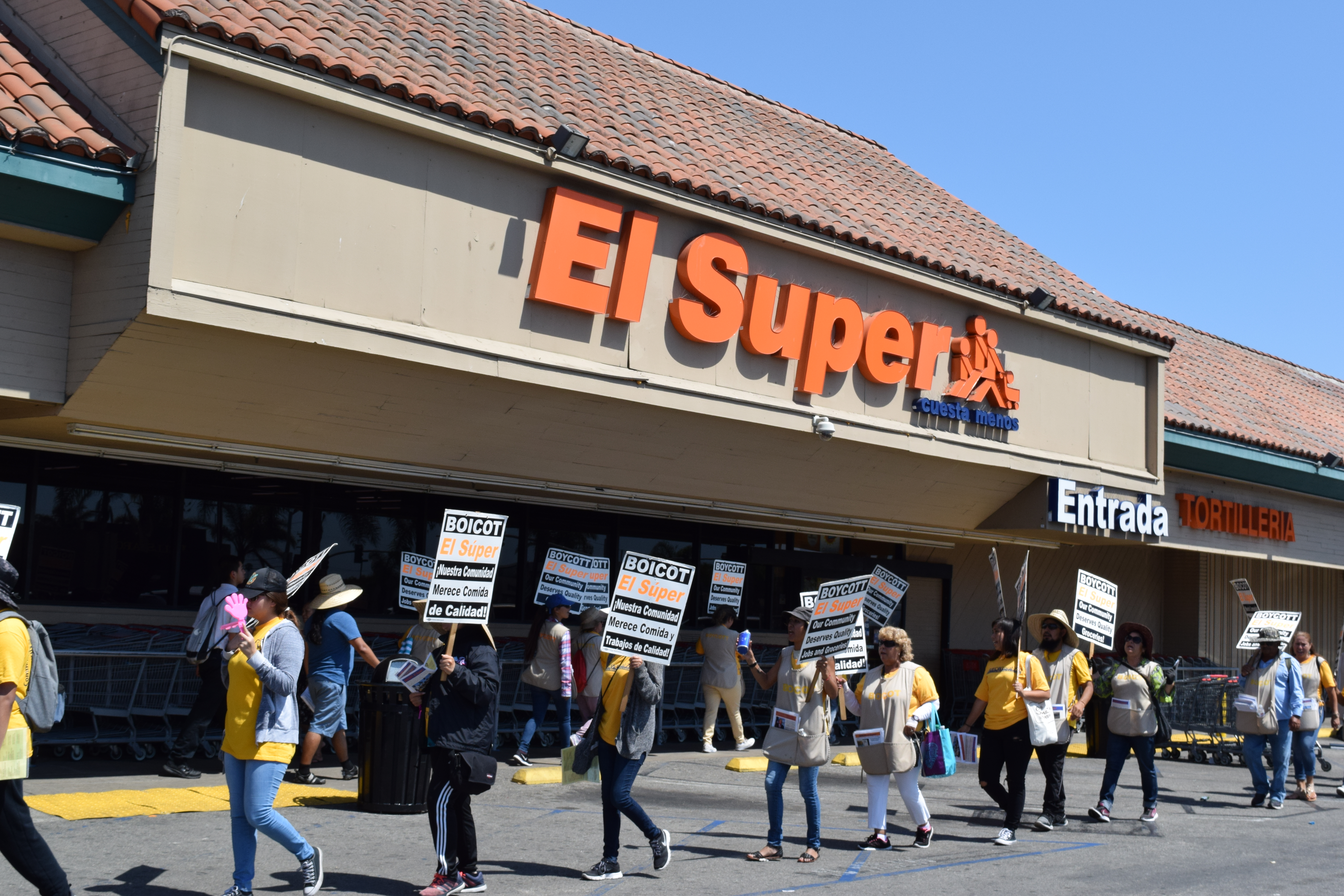
El Súper en Oxnard, California durante época de boicot.

Siendo como parte de una expansión internacional, Chedraui mantiene presencia en los Estados Unidos bajo el formato y nombre de El Súper desde la apertura de su primera sucursal en 1997 en South Gate, California. En estos establecimientos de autoservicio de formato pequeño se comercializa productos y mercancías de abarrotes, perecederos, carnicería entre otros, además de abastecer y comercializar más los productos mexicanos en los Estados Unidos.

### Selecto Supercito Chedraui
Este formato es el último creado por Chedraui en 2022, este formato es una mezcla de un Selecto Chedraui y Supercito Chedraui. Va dirigido a la clase media alta en zonas privilegiadas, su primera sucursal está ubicada en Lomas Country, en Naucalpan, en Residencial Los Arcos, Estado de México. Sus principales competidores son Walmart Express (anteriormente conocida como Superama), de Walmart de México, City Market y Sumesa de Grupo La Comer y Soriana Súper Premium (un modelo para clientes de alto poder adquisitivo) de Organización Soriana.

## Chedraui en la TV y en la cultura popular
Las tiendas Chedraui fueron el patrocinador de diversos reality shows de Televisa, desde 2005, por lo que todo esto sucedió debido a la expansión que estaba pasando Chedraui por la compra que había hecho de Carrefour de México a Chedraui, durante el mismo tiempo a nivel nacional.
Otros reality shows como Bailando por un sueño, Cantando por un sueño, y muchos otros más fueron participantes de este momento que estaba pasando Chedraui en el país.
Chedraui también fue el patrocinador principal del club de fútbol extinto Tiburones Rojos de Veracruz de la Primera División de México en el Apertura 2011 y Clausura 2012.
Chedraui también se convirtió en patrocinador oficial de la Selección Mexicana de Fútbol; siendo el tercer supermercado en hacerlo: anteriormente, Soriana y Comercial Mexicana fueron sponsors.